# Касењ (Лиму)
Касењ (фр. Cassaignes) насеље је и општина у јужној Француској у региону Лангдок-Русијон, у департману Од која припада префектури Лиму.
По подацима из 2011. године у општини је живело 62 становника, а густина насељености је износила 16,58 становника/km². Општина се простире на површини од 3,74 km². Налази се на средњој надморској висини од 269 метара (максималној 486 m, а минималној 252 m).

## Демографија
| 1962. | 1968. | 1975. | 1982. | 1990. | 1999. | 2011. |
| ----- | ----- | ----- | ----- | ----- | ----- | ----- |
| 16    | 33    | 27    | 30    | 44    | 49    | 62    |

График промене броја становника у току последњих година